# Stadtbücherei Lüdenscheid
Die Stadtbücherei in Lüdenscheid beziehungsweise ihre Vorgängerin, die „Volksbibliothek der Stadt Lüdenscheid“, wurde am 10. Mai 1857 eröffnet und war mit dieser Bezeichnung und dem Anspruch, allen Bevölkerungsschichten offenzustehen, eine der älteren Bibliotheken in Deutschland. Die Stadtbücherei selbst liegt im östlichen Teil der Innenstadt von Lüdenscheid, unweit von der Einkaufszone Wilhelmstraße und dem Rathaus entfernt.

## Geschichte
Durch Initiative kulturell interessierter Bürger wurde in der damals nur 5.000 Einwohner zählenden Stadt die Volksbibliothek gegründet. Nach einer Sammlung, die 90 Taler und 20 Silbergroschen sowie Buchgeschenke einbrachte, konnte die Bücherei mit 380 Bänden die Ausleihe beginnen. Da die Bücherei eine private Einrichtung war, lebte sie von Ausleihgebühren und Spenden. Ab 1868 konnten die Einnahmen durch musikalische und wissenschaftliche Vorträge verbessert werden, was 1907 die Erweiterung um eine Lesehalle (mit 47 laufenden Zeitungsabonnements) ermöglichte. Nach dem Ersten Weltkrieg ging die Volksbibliothek in städtische Trägerschaft über. Durch Versand von Bücherkisten an die Front und angeordnete „Säuberungen“ in der Zeit des Nationalsozialismus wurden bis 1945 große Lücken in die Bestände gerissen. 1951 wurde das 1936 von der Stadt gekaufte Gebäude gründlich renoviert und umgestaltet. Die Bestände wurden neu geordnet und die alte Thekenbücherei wandelte sich in eine moderne Freihandbücherei. Die in den Folgejahren immer drängender werdende Raumnot führte Ende der 1980er Jahre zu einem größeren Anbau. Im Jahr 2007 feierte die Bücherei ihr 150-jähriges Bestehen.

## Aktuell

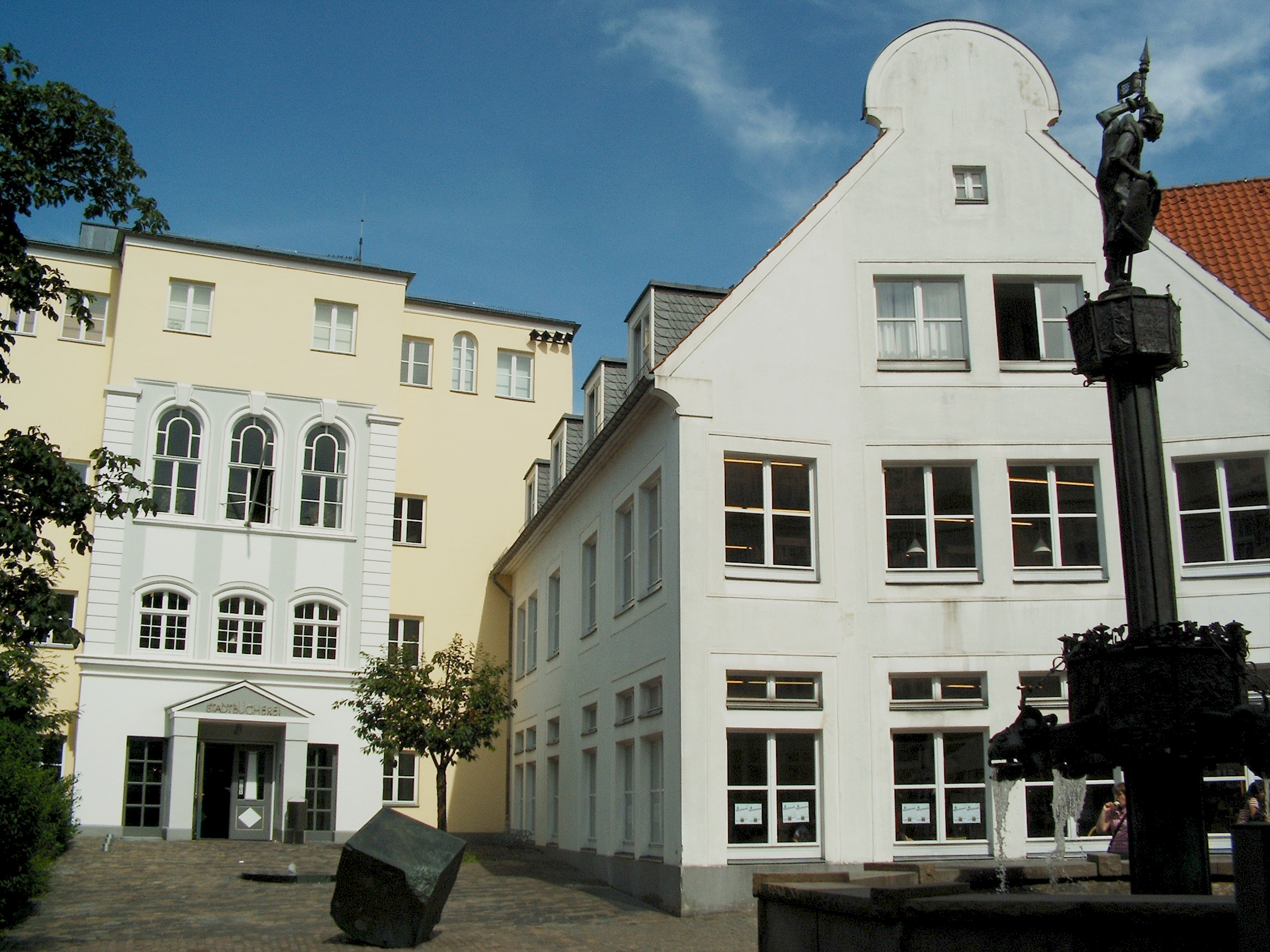
Stadtbücherei

Heute stehen in der Stadtbücherei rund 130.000 Medien zur Benutzung bereit. Die etwa 200.000 Besucher sorgen jährlich für über 400.000 Ausleihen. Neben Büchern aus allen Sach- und Wissensgebieten, Romanen, Bestsellern, Zeitschriften und Kinder- und Jugendbüchern sind auch die neuen Medien wie DVDs, BluRays, CD-ROMs, CDs, Konsolenspiele, Gesellschaftsspiele, Bilder und Noten auszuleihen.
Die Stadtbücherei hat zahlreiche Arbeits- und  Computerplätze im eigens dafür eingerichteten Raum. Von zu Hause aus hat man über das Internet Zugriff auf das Bibliothekssystem und kann online etwa die Leihfrist von Medien verlängern oder Medien vorbestellen.
Im Eingangsbereich ist ein Lesecafé eingerichtet. Veranstaltungen wie Lesungen, Filmnachmittage, Kinderprogramme und Ausstellungen werden regelmäßig angeboten.
Aus einem Bericht der Lüdenscheider Nachrichten vom 17. April 2013 wurde bekannt, dass laut der Stadtverwaltung von Lüdenscheid 75.000 Euro in die Stadtbücherei gesteckt werden müssen. Hierbei soll es um den zweiten Bauabschnitt der Fenstersanierung, um die Herrichtung eines behindertengerechten Eingangs und die Reparatur von Brandschutztüren gehen.

## Benutzerzahlen aus dem Jahr 2012
Lt. einer Pressemitteilung von der Homepage der Stadt Lüdenscheid hat die Stadtbücherei Lüdenscheid im Jahr 2012 wieder positive Ergebnisse bei den Besucherzahlen zu vermelden. Pro Stunde gab es im Jahr 2012 rund 80 Besucherinnen und Besuchern und rund 200 Entleihungen von Büchern und anderen Medien. Seit es wieder nahe gelegene Parkmöglichkeiten an der Stadtbücherei gebe, stiegen auch die Besuche wieder leicht an. Die neue Onleihe für digitale Medien, die man von zuhause aus bedienen kann, vermeldete im Jahr 2012 rund 13.101 Downloads und liege damit mehr als doppelt so hoch wie noch im Jahr 2011. Insgesamt machten 6400 Kinder und Erwachsene im Jahr 2012 von ihren Mitgliedsausweisen der Stadtbücherei Gebrauch und liehen rund 340.000 Bücher sowie auch andere Medien aus.
Besonders viele Kinder und Jugendliche hätten sich im Jahr 2012 neu  in der Stadtbücherei angemeldet. Dies sei lt. der Stadt ein Erfolg der intensiven Zusammenarbeit der Stadtbücherei mit Schulen und Kindertageseinrichtungen zur Bildungsunterstützung und Leseförderung. Die im Oktober neu begründete Kooperation mit der Fachhochschule Südwestfalen laufe ebenfalls gut an und führe viele der Lüdenscheider Studentinnen und Studenten vom Fachhochschulstandort am Bahnhof Lüdenscheid ins Haus. Rund 55 Prozent der Kundschaft der Stadtbücherei sei momentan unter 25 Jahre alt.